# Dia da Independência da Bielorrússia
Dia da Independência da República da Bielorrússia (em bielorrusso: Дзень Незалежнасці Рэспублікі Беларусь), é um feriado público celebrado anualmente no dia 3 de julho.

## História e controvérsia
Em 3 de julho de 1944, ocorreu também a emancipação de Minsk, capital da Bielorrússia da "Wehrmacht", durante a "Operação Bagration". A decisão de celebrar o Dia da Independência na data de 3 de julho, o dia da libertação da Bielorrússia dos Nazistas, foi feita durante um referendo nacional controverso realizado em 1996 proposto pelo presidente Aleksandr Lukashenko.

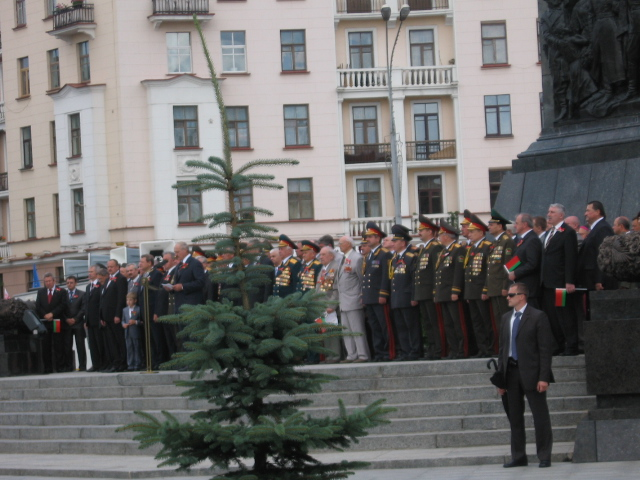
Discurso do presidente da Bielorrússia Aleksandr Lukashenko, durante a comemoração do Dia da Independência em 2010, na Praça da Vitória.

Existe um debate público na Bielorrússia em relação à data apropriada para o Dia da Independência.

Desde 1991, o Dia da Independência era celebrado no dia 27 de julho, o dia da Declaração da Soberania da Bielorrússia. Em 25 de agosto de 1991, depois da Tentativa de golpe de Estado na União Soviética em 1991, a República Socialista Soviética da Bielorrússia deu à Declaração da Soberania da Bielorrússia o status constitucional de lei. Em 10 de dezembro de 1991, o Supremo Soviete da Bielorrússia ratificou o Pacto de Belaveja, o qual formalizava a dissolução da União Soviética. A independência foi formalmente recebida em 26 de dezembro de 1991 em conjunto com o colapso da União Soviética.

Soldados na avenida de Victor, durante o desfile em homenagem ao Dia da Independência em 2017.

Vários movimentos políticos bielorrussos e a diáspora bielorrussa têm celebrado o Dia da Independência em 25 de março, como aniversário da declaração de independência pela República Popular Bielorrussa. A data ainda é largamente celebrada por membros da oposição democrática como pela Diáspora como o Dia da Liberdade.
Alguns políticos da oposição, como Siarhei Navumchyk e Zianon Pazniak criticaram a data de 3 de julho como a da Independência e sugeriram a de 25 de agosto como alternativa.

## Eventos

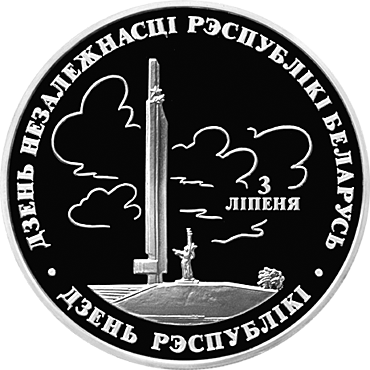
Moeda comemorativa em homenagem à Independência da República da Bielorrússia.

O principal evento do Dia da Independência é um desfile militar. Após a parte oficial, os eventos sociais do feriado tomam início. Comemorações e festividades são realizadas por todo o país. Durante a noite, fogos de artifício são usados em Minsk. Uma série de eventos e concertos são realizados em Gomel, com uma ênfase especial na identidade bielorrussa.